# Trachymedusae
Die Trachymedusae sind eine Ordnung quallenartiger Hydrozoen aus der Unterklasse Trachylinae. Sie enthalten über 50 Arten, erreichen Schirmdurchmesser von wenigen Millimetern bis zu zehn Zentimeter und leben weltweit in der Hochsee.

## Merkmale
Trachymedusae haben im Gegensatz zu den Narcomedusae einen ungelappten Schirm mit vielen Radiärkanälen. Die Radiärkanäle verbinden den Gastralraum mit einem Ringkanal am Schirmrand. Unter anderem an der Zahl der Radiärkanäle lassen sich Familien und Gattungen unterscheiden.
Am Schirmrand befinden sich Tentakel in unterschiedlicher Zahl, die meistens nicht hohl sind. Die Schirmunterseite hat eine starke Muskulatur. Das Velum ist groß und stark entwickelt.

## Systematik
Die hier angegebene Systematik folgt den Angaben des Hydrozoa Directory.
Die Trachymedusae werden in fünf Familien gegliedert:
- Geryoniidae
- Halicreatidae
- Petasidae
- Ptychogastriidae
- Rhopalonematidae